# قانون تابعیت عمان
قانون تابعیت عمان (انگلیسی: Omani nationality law) تعیین می‌کند کدام فرد شهروند عمان می‌باشد. به ندرت به اتباع خارجی شهروندی اعطاء می‌شود. همانند بیشتر کشورهای عرب، عمان تابعیت مضاعف را مگر با حکم سلطنتی سلطان، مجاز نمی‌داند.